# Ґлезьново
Ґлезьново (пол. Gleźnowo) — село в Польщі, у гміні Дарлово Славенського повіту Західнопоморського воєводства.
Населення — 740 осіб (2011).
У 1975-1998 роках село належало до Кошалінського воєводства.

## Демографія
Демографічна структура станом на 31 березня 2011 року:
|          | Загалом | Допрацездатний вік | Працездатний вік | Постпрацездатний вік |
| -------- | ------- | ------------------ | ---------------- | -------------------- |
| Чоловіки | 376     | 92                 | 259              | 25                   |
| Жінки    | 364     | 74                 | 221              | 69                   |
| Разом    | 740     | 166                | 480              | 94                   |